# 1959年墨西哥飓风
1959年墨西哥飓风是一场于1959年10月袭击墨西哥太平洋海岸的毁灭性热带气旋，也是造成人员丧生最多的太平洋飓风之一，至少有上千人死亡，很可能有近2000人，截止2013年11月，这一纪录仍然得以保持，直接经济损失至少有2.8亿美元（1959年美元，相当于29.3億2025年美元）。受风暴影响最为严重的是科利马州和哈利斯科州，狂风和洪水给两州造成了沉重的打击。这场飓风的强度达到萨菲尔-辛普森飓风等级中的五级，并且不论是在造成的影响还是在气象统计方面都创下了多项纪录。

## 气象历史
这场飓风是1959年太平洋飓风季已知的第十五个热带气旋，也是东北太平洋的第十二场风暴。风暴最初于10月23日在墨西哥以南被发现时已经达到一级飓风强度，估计很有可能是在这天早些时候形成。像东太平洋形成的其他大部分飓风一样，系统朝西北方向移动并稳步增强，于10月25日成为大型飓风，并在次日成为四级飓风，然后转朝东北方向进发。风暴继续加强，于10月27日成为五级飓风。并在接近科利马州曼萨尼约的海岸登陆。登陆后系统强度迅速减弱，于10月29日在墨西哥中部上空消散。
这场飓风的最低中心气压为958毫巴（百帕），最高风速达到每小时260公里，官方公布的“最佳路径”（best track）数据集表明这一风速是在登陆后达到的。不过之后对数据进行修正后更正了这个错误，新数据明确表明飓风是在水面上空达到最高强度，并确认系统登陆时曼萨尼约经受的狂风风速达到每小时250公里以上。新的数据还表明，这场飓风的强度有可能比官方纪录还要高。

## 防灾措施和影响
| 飓风         | 飓风季 | 死亡人数 | 来源                          |
| ------------ | ------ | -------- | ----------------------------- |
| 墨西哥       | 1959   | 1800     | [ 3 ]                         |
| 保罗         | 1982   | 1696     | [ 4 ] [ 5 ] [ 6 ] [ 7 ] [ 8 ] |
| 丽莎         | 1976   | 1108     | [ 9 ] [ 10 ]                  |
| 塔拉         | 1961   | 436      | [ 11 ]                        |
| 阿莱塔       | 1982   | 308      | [ 12 ] [ 13 ]                 |
| 宝莲         | 1997   | 230–400  | [ 14 ]                        |
| 阿加莎       | 2010   | 190      | [ 15 ] [ 16 ]                 |
| 曼努埃尔     | 2013   | 169      |                               |
| 蒂科         | 1983   | 141      | [ 17 ] [ 18 ]                 |
| 伊斯梅尔     | 1995   | 116      | [ 19 ]                        |
| 下加利福尼亚 | 1931   | 110      | [ 20 ] [ 21 ]                 |
| 马萨特兰     | 1943   | 100      | [ 22 ]                        |
| 利迪娅       | 1981   | 100      | [ 16 ]                        |

数以千计的居民对这场风暴的来袭没有任何准备。这场飓风也因此被冠上“偷袭飓风”之名。起初的预测本认为系统顺利经过阿卡普尔科近海后将朝海上进发，远离陆地，然而实际情况恰恰相反，飓风转而向东并登陆。
这场飓风给其所过之处造成了毁灭性的打击，至少直接造成1000人丧生，包括间接死亡的则达到1800人。当时这场飓风是墨西哥在近代遭受的最严重的自然灾害。其中最灾最严重的是科利马州和哈利斯科州。初步估计风暴造成的财产损失达2.8亿美元（1959年美元，相当于29.3億2025年美元）。
风暴造成三艘商船和两艘其他船只沉没。其中的一艘名为“锡那罗亚号”（Sinaloa）的船上共计38人中有21人遇难，而另一艘“加勒比号”上所有船员无一生还。共计有多达150艘小型船员沉没。
哈利斯科州的锡瓦特兰有四分之一的民房被完全摧毁，许多人因此无家可归。科利马州的曼萨尼约则有40%的住宅被摧毁，还有停在港口内的四艘船只沉没。科利马州和哈利斯科州有大片地区因洪水而被孤立，数百人被困。据总统阿道夫·洛佩斯·马特奥斯所获得的消息称，受灾特别严重的米纳蒂特兰在共计1000位居民中就有800人死亡或失踪。科利马州所有的椰树种植园都被风吹倒，数千人失去了工作。全州经济受到沉重打击，官方估计需要几年的时间才能恢复。
飓风沿途普降暴雨，米纳蒂特兰附近的山上因积水而于10月29日引发了严重的泥石流，据称造成800人遇难。洪水还引起山体滑坡，放出了数以百计有毒的蝎子和蛇，之后又导致数十人死亡。由于巢穴被毁，大群的蝎子被迫离开。科利马州州长鲁道夫·查韦斯·卡里略（Rodolfo Chávez Carrillo）和夫人之后也请求接种毒液疫苗。部分地区的淤泥有3米深。供水也受到了垃圾和尸体的严重污染。

## 善后
风暴过去后组织了空中救援，但受灾地区的道路受损阻碍了车队运载援助物资。救援部门还安排了飞机空投救灾物资，但由于道路和铁路受到破坏，救援行动受到严重阻碍。幸存者接种了伤寒和破伤风疫苗，曼萨尼约部分地区实行了隔离检疫。

## 纪录
截止2015年11月，本场飓风仍然保持着多项纪录：风速方面是除了2015年的颶風帕特里夏外；所有已知登陆过的东太平洋飓风中最高的。而在墨西哥登陆过的一共六个萨菲尔-辛普森飓风等级达到五级的热带气旋中，只有这飓风和帕特里夏是在该国太平洋海岸登陆的。另外四个分别是飓风珍妮特、飓风安妮塔，颶風吉爾伯特和飓风迪安，均为北大西洋热带气旋。同时，本场飓风和帕特里夏也是僅有兩個有实际登陆的五级太平洋飓风。此外，飓风迟至10月27日达到五级强度，这也是任何一个太平洋飓风季中有气旋达到该强度的最晚日期。并且还是有记载的第一个在东太平洋（西经140度到北美洲之间）形成并达到五级强度的太平洋飓风，之前唯一一个达到这一强度的太平洋飓风是在中太平洋（西经140度到国际日期变更线）形成的。
这个气旋还是造成人员死亡最多的东太平洋飓风，共计造成的死亡人数也比其他任何一个已知的太平洋飓风要高。包括1982年的飓风保罗和1976年的飓风丽莎。后两个是已知仅有的，另外两个造成上千人死亡的风暴。